# Limfadenopatia
Limfadenopatia (łac. lymphadenopathia) – powiększenie węzłów chłonnych na skutek stymulacji antygenowej. Prawidłowe węzły chłonne u ludzi nie przekraczają 1–2 cm średnicy, większość jest jednak znacznie mniejsza. Są ruchome względem otoczenia oraz niebolesne w badaniu palpacyjnym.
Powiększenie węzłów chłonnych może być skutkiem:
- proliferacji makrofagów i limfocytów na skutek stymulacji antygenem wirusowym, bakteryjnym, itp.,
- nacieku zapalnego w węźle,
- nacieku nowotworowego w węźle,
- pierwotnym złośliwym rozplemem komórek układu chłonnego (zobacz chłoniak, białaczka),
- w lipidozach na skutek nacieku zmienionych makrofagów.

Wyróżnia się dwa rodzaje limfadenopatii: regionalną i ogólną.
U osób młodych limfadenopatia ogólna jest najczęściej spowodowana infekcją o tle wirusowym. U osób dorosłych uogólnione powiększenie węzłów chłonnych występuje rzadziej, a jego najczęstszą przyczyną są choroby rozrostowe.
Do najczęstszych przyczyn limfadenopatii regionalnej zaliczamy:
- stan zapalny w obszarze drenażu chłonki przez powiększone węzły,
- zakażenia paciorkowcowe gardła (węzły podżuchwowe i szyjne),
- błonica gardła,
- tularemia - powiększone węzły w pobliżu wrót zakażenia,
- choroba kociego pazura,
- gruźlica,
- różyczka (zauszne, potyliczne),
- odra (szyjne, karkowe),
- infekcje adenowirusowe,
- naciek nowotworowy na okoliczne węzły, lub stymulacja antygenami nowotworowymi okolicznych węzłów,
- toksoplazmoza (szyjne, karkowe),
- sarkoidoza (śródpiersiowe, przywnękowe).

Do najczęstszych przyczyn limfadenopatii ogólnej zaliczamy:
- mononukleoza zakaźna,
- HIV,
- dżuma dymienicza,
- filariozy,
- choroby układowe (białaczki, chłoniaki złośliwe).

Przeczytaj ostrzeżenie dotyczące informacji medycznych i pokrewnych zamieszczonych w Wikipedii.